# Zoombombing

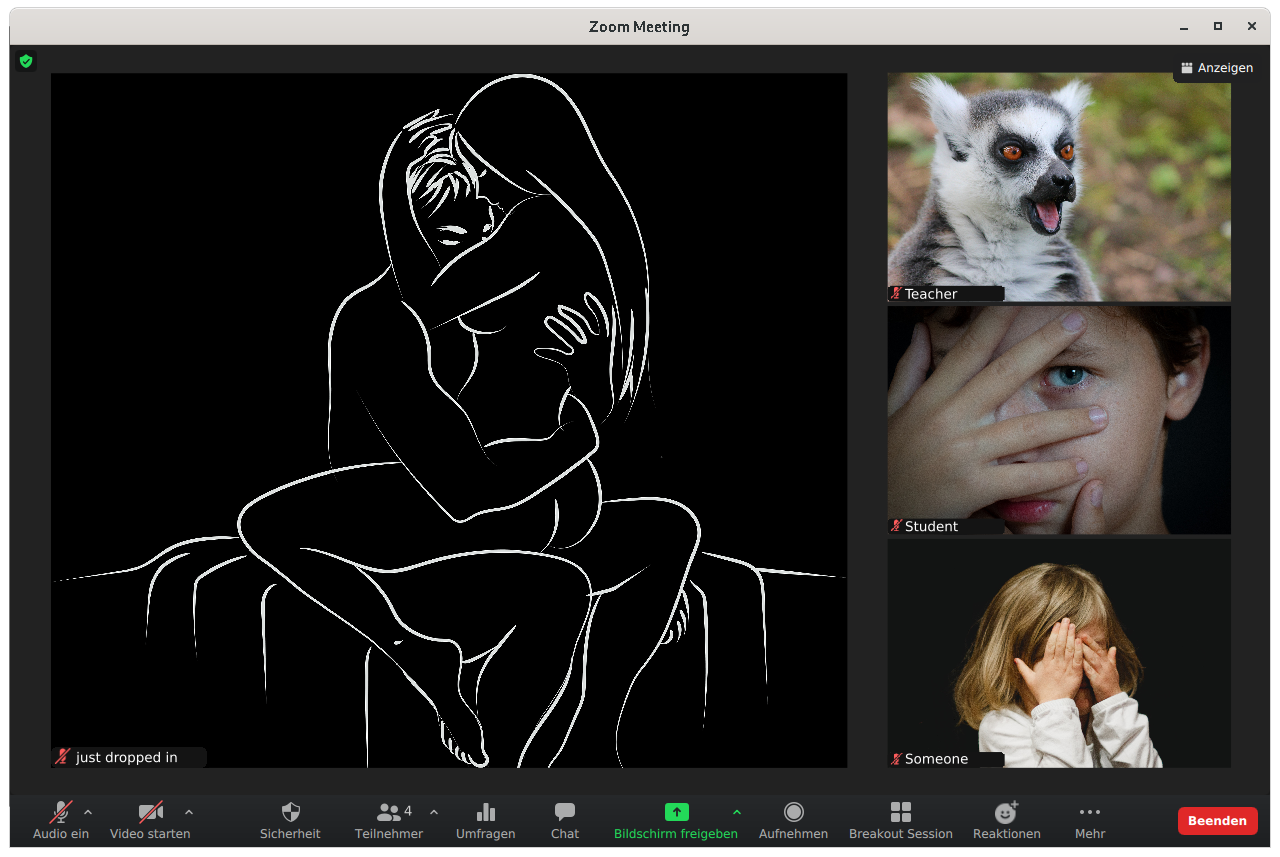
Exemplo de conferência de vídeo no aplicativo Zoom

Zoombombing ou invasão Zoom é uma invasão incômoda, geralmente feita por trols de internet e hackers, numa videoconferência. Comumente, em  invasões deste tipo, a sessão de videoconferência é atacada pela inserção de material sensual, obsceno ou discriminatório (seja pela substituição da imagem da webcam do usuário, por meio do áudio da sessão ou via chat), o que resulta, por motivos claros, no final da sessão.
Ações desse tipo fizeram com que o FBI incentivasse as escolas, empresas e outras instituições a não fazerem reuniões abertas e divulgadas publicamente, por questões de segurança.

## Origem
O termo tem sua origem em ataques envolvendo o software Zoom videoconferencing (popularizado em 2020, depois da chegada da pandemia de COVID-19, que forçou muitas pessoas a permanecerem em suas casas e a usarem as videoconferências para negócios, estudos ou para manter contato com grupos sociais), mas não se restringe apenas a este programa (Como o Google Meet, Skype, etc.), já que se aplica a qualquer fenômeno dessa natureza em qualquer outra plataforma de conferência.